# ديستني واغنر
ديستني إيفلين واغنر (من مواليد 8 مارس 1996) هي مؤلفة بليزية ، ومقدمة برامج تلفزيونية ، ومؤثرة رقمية ، وعارضة أزياء ، وحاملة لقب ملكة جمال الأرض ، والتي توجت بلقب ملكة جمال الأرض 2021. وهي أول بليزية تفوز بلقب ملكة جمال الأرض ، وأول من تفوز بأحد أكبر أربعة ألقاب في مسابقة ملكة الجمال الدولية.